# Double SIM
 (mai 2013).
Si vous disposez d'ouvrages ou d'articles de référence ou si vous connaissez des sites web de qualité traitant du thème abordé ici, merci de compléter l'article en donnant les références utiles à sa vérifiabilité et en les liant à la section « Notes et références ».

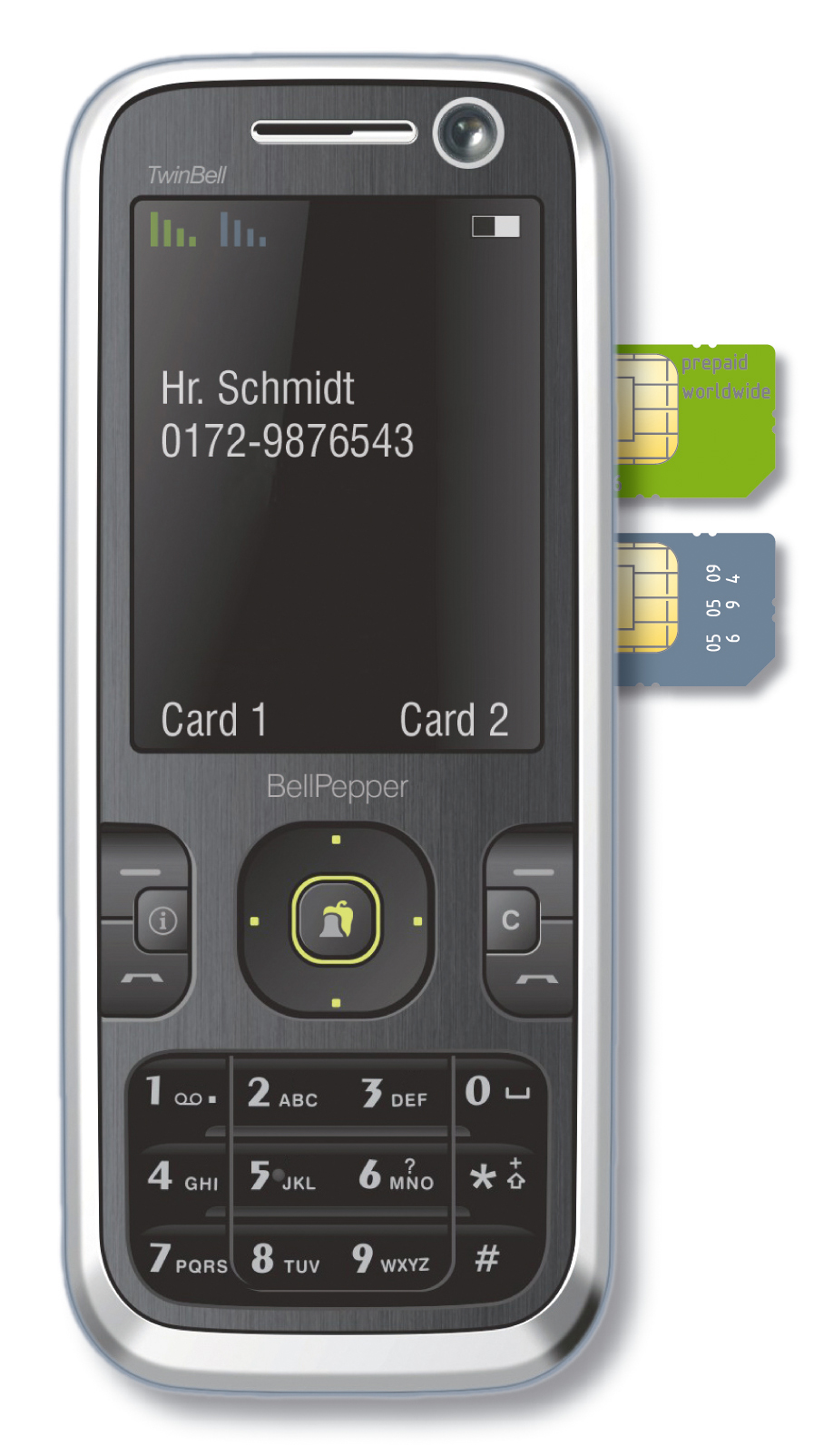
Un téléphone à carte SIM double.

Un téléphone double SIM (Dual SIM en anglais) est un téléphone mobile pouvant accueillir deux cartes SIM. 
Le fonctionnement Dual-SIM permet l'utilisation de deux numéros et des services de deux opérateurs différents sans avoir à disposer de deux téléphones ou 2 smartphones. Par exemple, un même combiné peut être utilisé à buts privé et professionnel, avec des numéros différents et des factures différentes ou pour voyager, avec une SIM spécifique au pays visité. L'utilisation de différentes cartes SIM autorise ainsi l'utilisateur à bénéficier de différents plans tarifaires pour les appels et les messages textuels (SMS), ainsi que pour les données, ce qui peut lui permettre d'optimiser ses coûts.

## Histoire
À l'origine, des adaptateurs dual-SIM ont été commercialisés pour être utilisés dans les téléphones mobiles  ordinaires et ainsi leur permettre d'accéder à deux SIM, et de passer de l'une à l'autre au besoin. Cette combinaison est appelée standby dual-SIM phone. 
Le premier téléphone à deux lecteurs SIM internes fut le Benefon Twin fabriqué par Benefon en Finlande et lancé sur le marché en 2000.
Plus récemment certains téléphones ont été produits pour fonctionner nativement avec deux SIM pouvant être actives simultanément. On les dit active dual-SIM phones. Il existe aussi des téléphones chinois à triple SIM.
Ces téléphones étaient initialement essentiellement  destinés aux pays en voie de développement et peu présents en Europe,  en partie parce que les grands fabricants de téléphones sont souvent partenaires des opérateurs mobile et font en sorte que les clients utilisent en priorité le réseau de leur opérateur principal. L'offre s'est progressivement élargie avec  des fabricants tels que Nokia, Samsung et Wiko commençant à proposer  une gamme de  téléphones double SIM,. Le choix est aujourd'hui très large, y compris de modèles de smartphones double SIM de haut de gamme.

## Types
- Pseudo-Dual - une seule carte fonctionne à un instant donné.
- Dual Sim Shift - téléphone disposant de deux emplacements SIM : l'utilisateur peut choisir sa SIM dans le menu.
- Dual Sim Stand-by (DSS) - permet à chacune des deux cartes d'écouter la réception d'un appel. Lorsqu'un appel est établi sur une carte, l'autre n'est plus active.
- Dual Sim Active (DSA) - le téléphone est connecté aux deux réseaux simultanément et peut passer d'un appel à l'autre sans raccrocher. Ces téléphones ne peuvent fonctionner qu'avec deux transceivers.
- Dual talk - possibilité de discuter simultanément avec deux correspondants de deux opérateurs mobile différents (LG GX500)
- Dual SIM Dual Call - Les deux SIM peuvent recevoir des appels. En cours de communication, un témoin indique l'appel sur l'autre ligne. Le changement de ligne ne raccroche pas. Très utilisés en Chine, ces téléphones ont deux RF, deux SIM et deux Modems. Ils sont aussi connus sous les noms de DSDA (Dual Sim Dual Active), Dual SIM Active ou Duos. Quand une SIM reçoit et émet des données, l'autre SIM peut simultanément transmettre les appels vocaux.